# Кумтобе
Кумтобе (каз. Құмтөбе) — станция в Аксуском районе Жетысуской области Казахстана. Входит в состав Егинсуского сельского округа. Код КАТО — 193237200.

## Население
В 1999 году население станции составляло 43 человека (23 мужчины и 20 женщин). По данным переписи 2009 года, в населённом пункте проживало 19 человек (14 мужчин и 5 женщин).